# ジョージ・ブリッジマン
ジョージ・ブリッジマン（George Brandt Bridgman、1865年 - 1943年）は、カナダ出身の画家、作家で解剖学と人物描写の教師。

## 教育
若い頃、ブリッジマンは、パリのエコール・デ・ボザールにおいて画家で彫刻家のジャン＝レオン・ジェロームの元で芸術を学び、後はギュスターヴ・ブーランジェについた。

## 教職
ブリッジマンは、ニューヨークで生活し、アート・スチューデンツ・リーグ・オブ・ニューヨークで人物描写と解剖学を教えた。そこで彼は、後の有名な漫画家のウィル・アイズナーやチョン・デイを教えた。
ニューヨークで書生をしながら、アート・スチューデント・リーグに通っていた荻原碌山もブリッジマンの解剖学講義を受けている。

## スタイル
ブリッジマンは、他のほとんどの芸術家が人物画の頭部の下書きに球を描いていたのに対して、立方体を用いていたのが注目すべき点である。